# 6365 Nickschneider
6365 Nickschneider è un asteroide della fascia principale. Scoperto nel 1981, presenta un'orbita caratterizzata da un semiasse maggiore pari a 2,8538324 UA e da un'eccentricità di 0,2128248, inclinata di 8,33059° rispetto all'eclittica.